# Schönecken
Schönecken is een plaats in de Duitse deelstaat Rijnland-Palts, en maakt deel uit van de Eifelkreis Bitburg-Prüm.
Schönecken telt 1.477 inwoners.
Schönecken ligt aan de Nims op een hoogte van ca. 400 - 550 m.ü.NN. De werkgelegenheid bestaat voornamelijk uit hout- en metaalbewerkingsbedrijven. In het centrum staan ongeveer 120 historische bouwwerken uit de middeleeuwen.

## Bestuur
De plaats is een Ortsgemeinde en maakt deel uit van de Verbandsgemeinde Prüm.

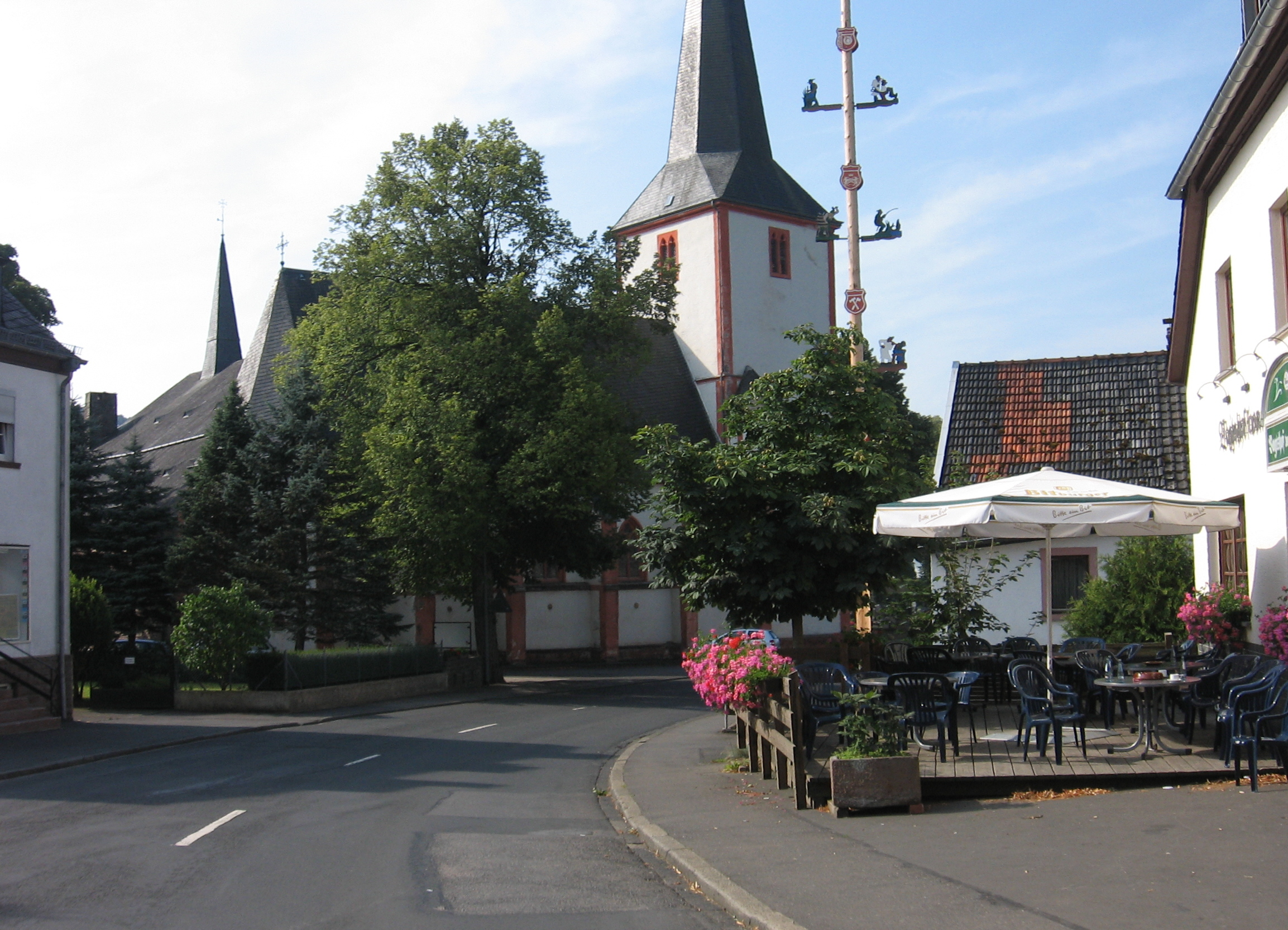
Schönecken
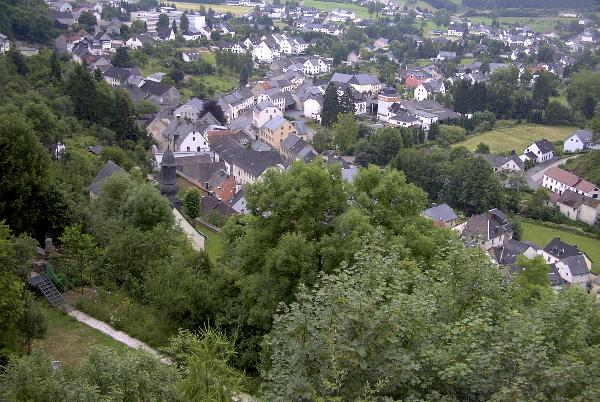
Vanaf de burcht

Verbandsvrije stad:  Bitburg